# درينشيا
درينشيا؛ ( (بالسلوفينية: Dreka)‏؛ Friulian كوموني (بلدية) في مقاطعة أوديني في منطقة فريولي فينيتسيا جوليا الإيطالية، وتقع على بعد حوالي 60 كيلومتر (37 ميل) شمال ترييستي وحوالي 35 كيلومتر (22 ميل) شمال شرق أوديني، على الحدود مع سلوفينيا. تقع Drenchia على المنحدرات الغربية لسلسلة Kolovrat، التي تقسم إيطاليا عن سلوفينيا، وتحد البلديات التالية: Grimacco وKanal ob Soči (سلوفينيا) وKobarid (سلوفينيا) وTolmin (سلوفينيا).
تشمل مناطق درينشيا كلابوزارو / بريغ، كراي / كراج، كراس / كراس، درينشيا دونير / دولينيا دريكا، ودرينشيا سوبيريور / غورينيا دري
اعتبارًا من 31 ديسمبر 2010، كان عدد سكانها 141 نسمة ومساحتها 13.8 كيلومتر مربع (5.3 ميل2).

## التركيبة العرقية
97% من سكان درينشيا كانوا من السلوفينيين حسب التعداد السكاني عام 1971

## صالة عرض

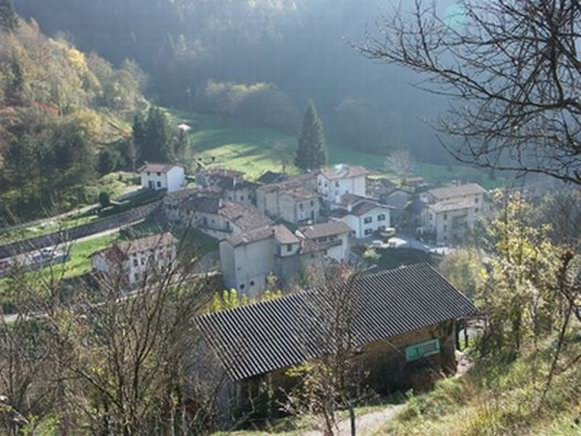
قرية بيترنيل
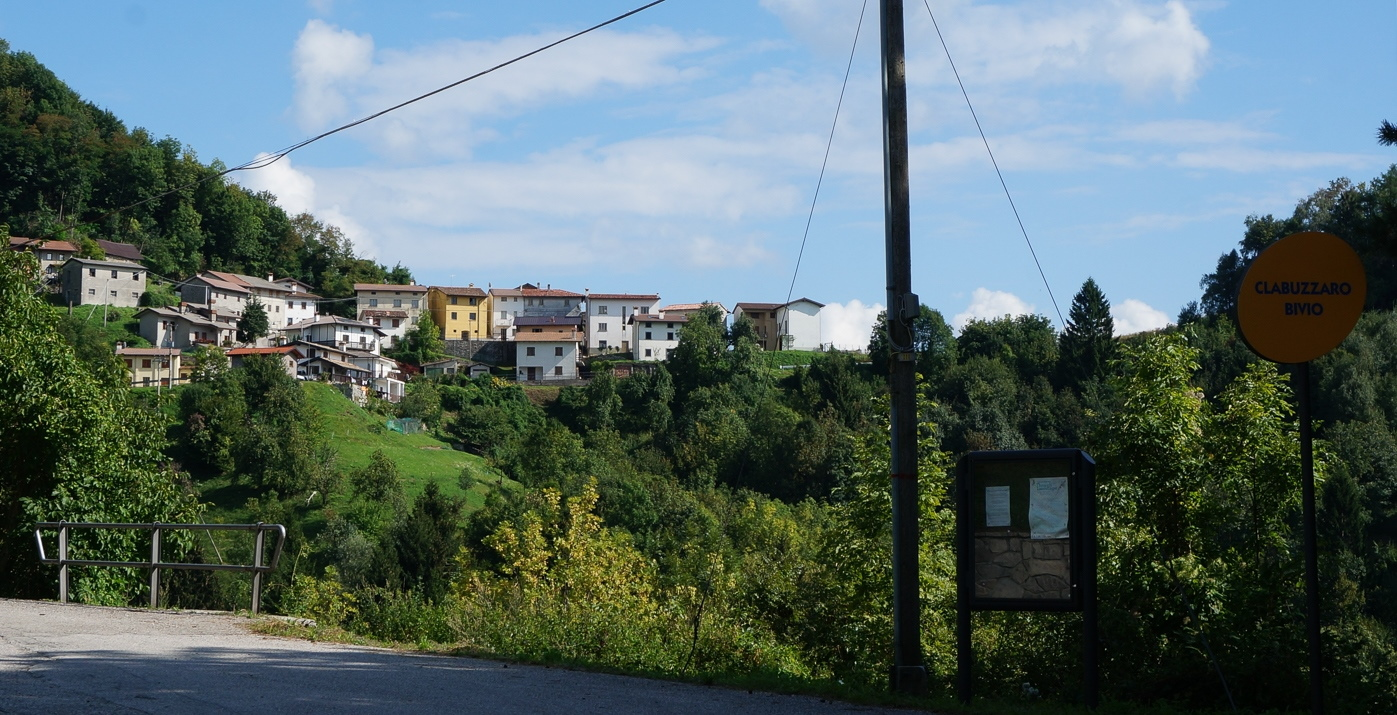
قرية كلابوزارو
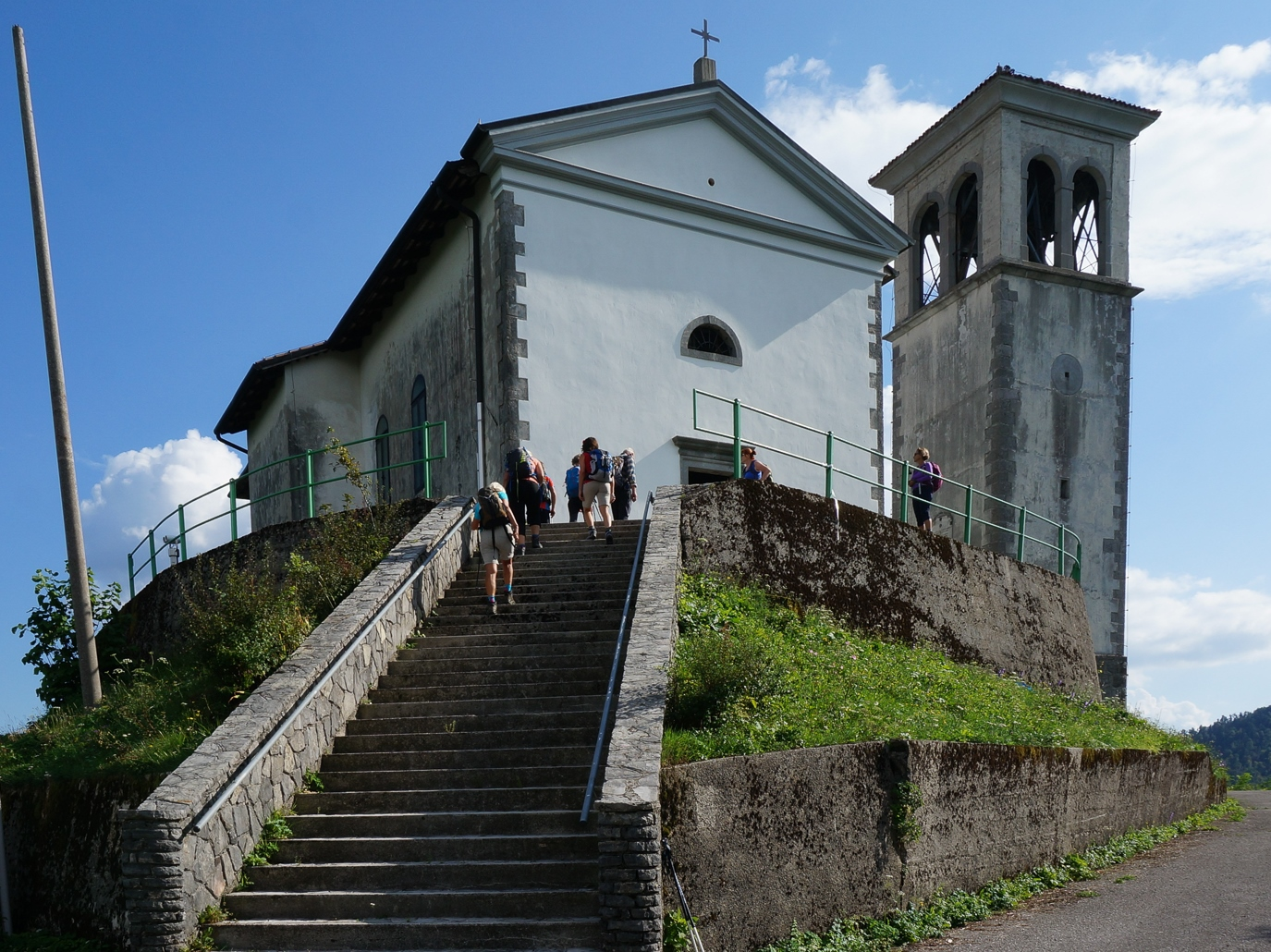
كنيسة سان فولفانغو
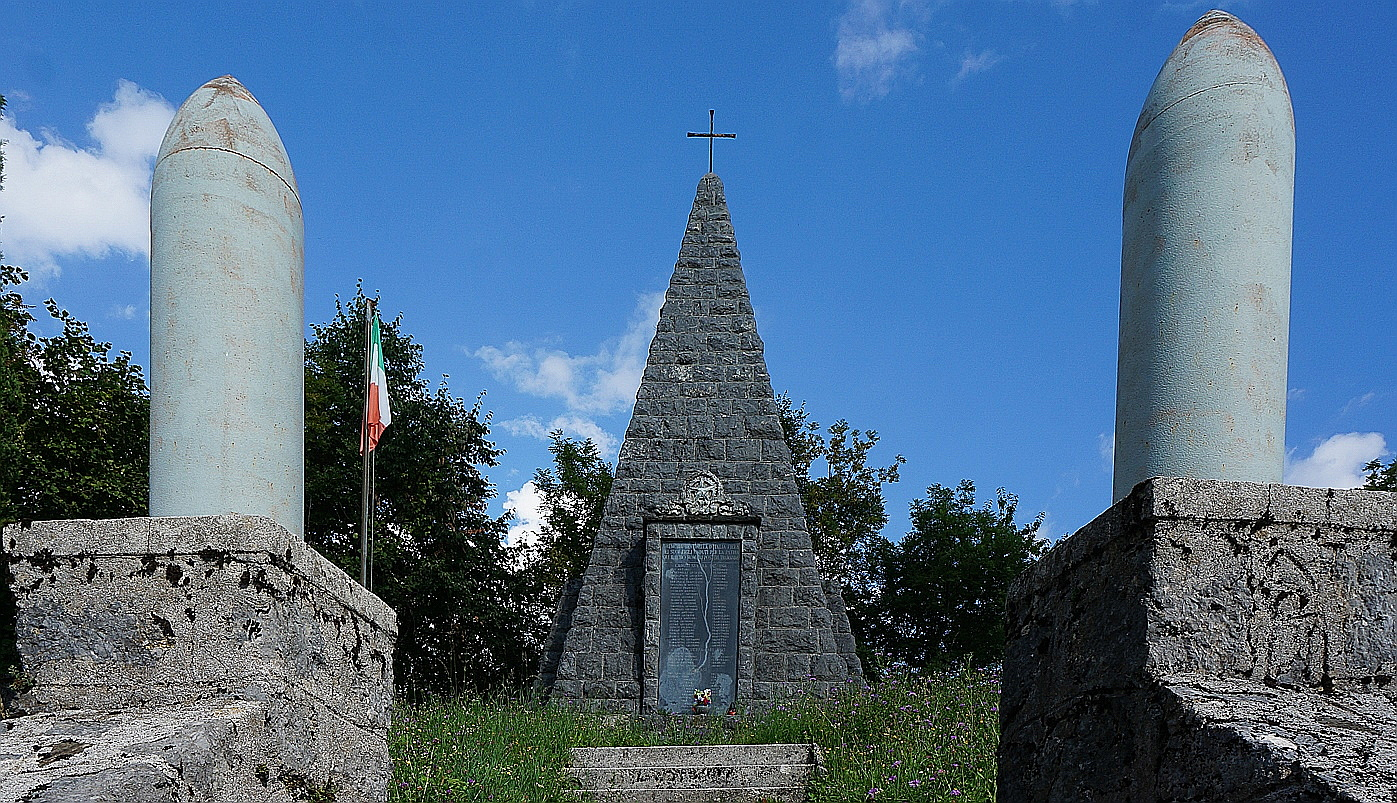
النصب التذكاري للحرب في سان فولفانغو